# Julia Wolf (Schriftstellerin)
Julia Christina Wolf (geboren 1980 in Groß-Gerau) ist eine deutsche Schriftstellerin.

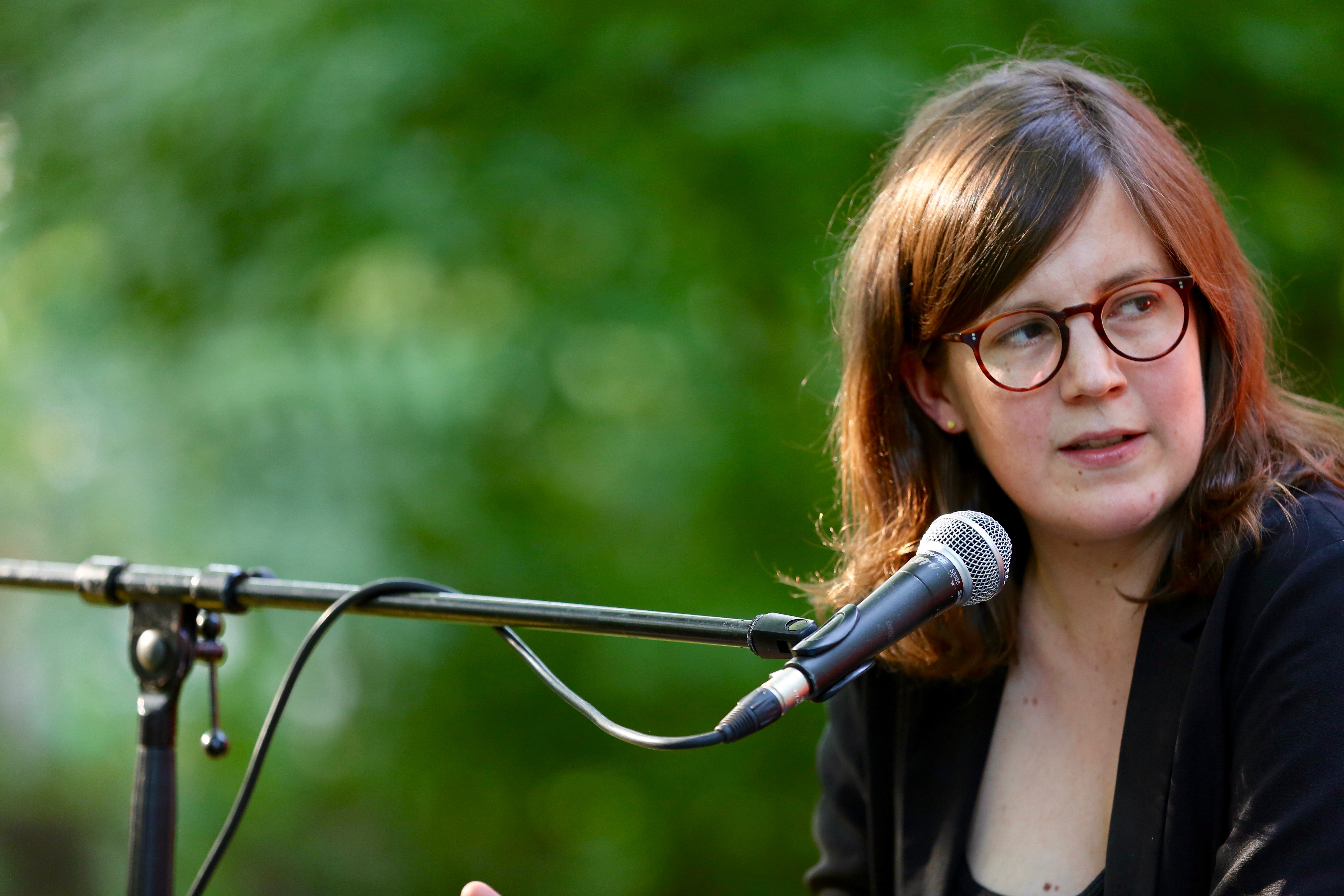
Julia Wolf auf dem Erlanger Poetenfest 2017.

## Leben
Wolf wuchs in Südhessen auf und zog nach dem Abitur nach Berlin, wo sie an der Freien Universität Amerikanistik und Germanistik studierte. Nach ihrem literaturwissenschaftlichen Abschluss machte sie sich als freie Autorin für Radio, Theater und Film selbständig. Ihr 2010 im Theaterstückverlag München veröffentlichtes Drama Der Du wurde 2011 am Düsseldorfer Schauspielhaus uraufgeführt und im gleichen Jahr als Hörspiel vom WDR produziert. Die Hörstücke Happy End (NDR/WDR/SWR 2011) und Frauen ohne Männer (WDR 2013) folgten.
2015 erschien ihr Debütroman Alles ist jetzt in der Frankfurter Verlagsanstalt. Wolf wurde dafür mit dem Kunstpreis der Lotto Brandenburg GmbH in der Sparte Literatur ausgezeichnet. Die Autorin bekam 2015 zudem drei Stipendien, eines vom Hessischen Literaturrat für Cetate, Rumänien, eines für das Künstlerhaus Edenkoben in der Südpfalz und eines der MacDowell Künstlerkolonie in Peterborough, New Hampshire.
Auf Einladung von Juror Hubert Winkels nahm Wolf 2016 am Wettbewerb um den Ingeborg-Bachmann-Preis teil. Sie gewann dort den 3sat-Preis. Der siegreich vorgetragene Text Walter Nowak bleibt liegen, ein Auszug aus ihrem zweiten Roman, entstand zu großen Teilen 2015 während eines fünfmonatigen Arbeitsstipendiums im Künstlerhaus Edenkoben. Ein weiteres Stipendium hat die Autorin für Herbst 2016 im Stuttgarter Schriftstellerhaus eingeworben. Sie ist Mitgründerin des PEN Berlin.
Julia Wolf lebt und arbeitet in Leipzig und Berlin.

## Werke
- Der Du, Drama, Theaterstückverlag, München 2010, Uraufführung am Düsseldorfer Schauspielhaus, Inszenierung als Hörspiel für den WDR 2011
- Happy End, Hörspiel, mit R. Sørensen, NDR/WDR/SWR 2011
- Frauen ohne Männer, Hörspiel, mit R. Sørensen, WDR 2013
- Alles ist jetzt, Roman, Frankfurter Verlagsanstalt, Frankfurt am Main 2015
- Navratilova, Erzählung, Literatur Quickie Verlag, 2016
- Walter Nowak bleibt liegen, Roman, Frankfurter Verlagsanstalt, Frankfurt am Main 2017
- Alte Mädchen, Roman, Frankfurter Verlagsanstalt, Frankfurt am Main 2022

## Auszeichnungen
- 2015: Kunstpreis der Lotto Brandenburg GmbH in der Sparte Literatur
- 2016: 3sat-Preis beim Ingeborg-Bachmann-Preis 2016 für den Roman-Auszug „Walter Nowak bleibt liegen“
- 2016: 3-monatiges Stipendium im Stuttgarter Schriftstellerhaus
- 2017: Debütpreis des Nicolas-Born-Preises
- 2017: Nominierung zum Deutschen Buchpreis mit Walter Nowak bleibt liegen
- 2018: Robert-Gernhardt-Preis für ihr Romanprojekt Alte Mädchen

## Belege
1. ↑  Christina Lenz: Julia Wolf „Alles ist jetzt“ Die Seele hat Zahnschmerzen, Rezension in der Frankfurter Rundschau vom 15. Juni 2015, abgerufen am 3. Juli 2016.
2. ↑  Zwei Berlinerinnen treten zum Wettlesen am Wörthersee an (Memento vom 26. Mai 2016 im Internet Archive), RBB vom 24. Mai 2016, abgerufen am 3. Juli 2016.
3. ↑  siehe Literaturport
4. ↑  Julia Wolf Autoren-Profil, ORF, abgerufen am 3. Juli 2016.
5. ↑  3sat-Preis an Julia Wolf, ORF Bachmannpreis online, abgerufen am 3. Juli 2016.
6. ↑  Literaturstipendium im Künstlerhaus Edenkoben in der Südpfalz, SWR2, abgerufen am 3. Juli 2016.
7. ↑  Magdalena Schrefel und Julia Wolf erhalten 2016 Stipendien im Schriftstellerhaus, Stuttgarter Schriftstellerhaus, abgerufen am 3. Juli 2016.
8. ↑  Mitgründer:innen. Archiviert vom Original am 18. Juli 2022; abgerufen am 18. Juli 2022.
9. ↑  siehe Literaturport

| Personendaten    | Personendaten                              |
| ---------------- | ------------------------------------------ |
| NAME             | Wolf, Julia                                |
| ALTERNATIVNAMEN  | Wolf, Julia Christina (vollständiger Name) |
| KURZBESCHREIBUNG | deutsche Schriftstellerin                  |
| GEBURTSDATUM     | 1980                                       |
| GEBURTSORT       | Groß-Gerau                                 |